# Кварцевый песок
Кварцевый песок, ранее Кварцевой песок — материал, получаемый добычей и классификацией природного окатанного песка, либо дроблением и рассевом горной породы, содержащей кремний.
Дроблёный кварцевый песок бывает нескольких видов: серого цвета (кварцит), молочно-белого цвета (дробленый кварц) и материал природно-коричневого цвета. В сравнении с песками, добываемыми способом намывания материала, этот материал отличается мономинеральностью, однородностью, высокой межзерновой пористостью, а, следовательно — грязеёмкостью. Но наряду с этим, дробленый песок имеет более высокий процент истираемости и вымываемости, что ведет к более частой замене кварцевого материала в фильтрах.
Окатанный кварцевый песок может быть практически любого цвета — от белого до темно-коричневого. 
Добывается способом намывания речного песка, содержащего высокий процент содержания диоксида кремния.  
Применяется в водоочистке и водоподготовке, производстве сухих строительных смесей, пескоструйной обработке, производстве стекла и изделий из металла, используется в нефте- и газодобывающих отраслях, строительных работах и сельском хозяйстве.
Кварцевый песок обладает высокой стойкостью к механическим, химическим, атмосферным, водным воздействиям. 
Его сорбционная способность позволяет удалять из воды окисленные железо и марганец.  

Применяется в производстве декоративно-отделочных материалов, в фасадных и интерьерных штукатурках, ландшафтном дизайне. Кроме всего прочего, при изготовлении бетонных блоков позволяет получать мягкие, пастельные оттенки. 
Также используется в общественном питании для использования в мармитах при приготовлении кофе на песке. 

Применяется в полупроводниковой промышленности для создания полупроводниковых пластин.